# Duo pour cordes
En musique, un duo pour cordes désigne une œuvre composée pour la combinaison de deux interprètes. Si l’on considère les duos pour instruments à cordes frottées, les formations que l’on rencontre le plus fréquemment sont les duos pour deux violons, et les duos pour violon et alto. Il existe cependant d’autres combinaisons possibles, ainsi, parmi les formations peu fréquemment rencontrées : violon et violoncelle, alto et violoncelle, deux violoncelles. Il existe encore d’autres formations composées de deux instruments à cordes frottées, des formations pour lesquelles ont été écrites des partitions en duo qui restent extrêmement rares, par exemple : violon et contrebasse ; deux altos.

## Historique du duo pour cordes

### Les origines et l'évolution du duo
L’association de deux mélodies, dans la musique vocale, existe depuis le IXe siècle, en Occident, et cette combinaison constitue la forme la plus simple de la musique polyphonique. Si l’écriture vocale avec trois, quatre, ou cinq parties, se développe, à partir du XIIe siècle, les compositions pour deux voix continuent à exister, comme chez Josquin des Prés, au XVIe siècle. Lorsque la musique instrumentale commence à se développer, on voit apparaître une forme musicale associant deux mélodies interprétées sur deux instruments (flûtes, violons, violes, etc.), avec ou sans basse continue. À partir du XVIIe siècle, puis au XVIIIe siècle, les compositions pour deux instruments à cordes frottées sont nombreuses, et se présentent sous des noms divers : duo, sonate, suite, fantaisie, etc. (ainsi, en 1767, les Sonates pour violon et alto de Simon Le Duc). Aux alentours de 1800, le duo instrumental pour cordes, pour deux violons en particulier, connaît un grand succès (ainsi, en 1795, les Duos pour violon et alto d’Ignace Joseph Pleyel). Au XIXe siècle et au XXe siècle, le duo instrumental pour cordes est moins en vogue, mais certains compositeurs continuent à utiliser cette forme instrumentale, sous le nom de duo, ou sous celui de sonate (ainsi, en 1941, le duo pour violon et alto « Sonatine » de Darius Milhaud).

### Les grandes périodes de composition des duos
Le jugement porté sur la valeur musicale de la plupart des compositions de duos pour cordes (des compositions assez nombreuses) amène à considérer, que du point de vue de la qualité musicale, le duo pour cordes occupe une place assez moyenne dans le domaine de la musique de chambre. Le nombre important de ces compositions est lié au fait que ce type de duo, sous la forme, par exemple, de duos écrits pour deux violons sans accompagnement, a été très utilisé pour l’enseignement. Une autre raison du nombre assez important de ces compositions, à l’époque classique en particulier, tient à la pratique de la musique, à la maison ; le violon était plus répandu que le violoncelle, et le duo sans accompagnement, sans basse, et sans instrument à clavier, était très populaire.
Quatre dates, 1690, 1735, 1780, 1920, posées comme des jalons pour cette histoire du duo à cordes, permettent de présenter le duo à cordes, son émergence, son évolution, à travers quatre périodes.
- Dans la période 1690-1735, ce type de duo instrumental apparaît vers 1690 avec les 12 Duos du Concertino per camera Op. 4 pour violon et violoncelle de Giuseppe Torelli ; le duo pour cordes sans accompagnement reste rare dans ces années-là.
- Dans la période 1735-1780, le goût musical pour des pièces élégantes, empreintes de profondeur et de sentiment, encourage l’essor du duo pour cordes ; parmi les compositions de ce temps-là, on trouve le Second Livre de sonates à deux violons sans basse Op. 12 (1749) de Jean-Marie Leclair ; l’atmosphère gracieuse créée par le duo d’instruments est en adéquation avec l’esthétique musicale de ces années-là.
- Dans la période 1780-1920, on se trouve à l’apogée de l’époque classique, période qui est suivie par la période romantique, et ses prolongements ; c’est dans ces périodes que sont composés les duos pour cordes les plus nombreux ; c’est aussi dans ces années-là que voit le jour la majorité des chefs-d’œuvre de cette forme musicale ; on peut citer les pièces suivantes : Wolfgang Amadeus Mozart, Duos pour violon et alto K. 487 (1786) ; Louis Spohr, Duos pour 2 violons Op. 148 / Op. 150 / Op. 153 (1856) ; Max Reger, Duos pour 2 violons Op. 131b (1914).
- Dans la période de 1920 jusqu’à nos jours, on constate la rareté des duos pour cordes ; toutefois, les pièces composées dans ces années-là sont, pour certaines, d’une haute tenue musicale, comme les 44 Duos pour 2 violons de Béla Bartók Sz. 98 (1931)[3]. Cette constatation de la rareté des duos pour cordes dans cette période n'est toutefois pas vraie pour les duos violon-violoncelle: en effet, cette formation est présente dans la musique de la première moitié du vingtième siècle par cinq œuvres marquantes (ici la coupure arbitraire en 1920 fausse la perspective), à savoir celles de Kodaly (duo op 7, 1914), Ravel (sonate pour violon et violoncelle à la mémoire de Claude Debussy, 1920-1922), Martinu (1927), Schulhoff (duo, 1925), Honegger (sonatine, 1932), - sans parler d'autres œuvres intéressantes comme celle de Glière (1909).

## Duos pour cordes par formations instrumentales
Les pièces sont présentées ici dans l’ordre chronologique de la date de naissance des musiciens ; il est indiqué : le nom et le prénom du musicien, sa nationalité, ses dates de naissance et de décès, le titre de l’œuvre avec ses références de catalogage, la date de composition, si elle est connue ; ces références proviennent d'un dictionnaire de référence traitant de la musique et des musiciens.

### Formation avec deux violons
- Marco Uccellini, italien, 1603-1680 ; Sonate, Aria et Courante pour deux violons Op. 3
- Johann Vierdanck, allemand, 1605-1646 ; Sonates pour deux violons (1641)
- Johann Heinrich Schmelzer, autrichien, 1623-1680 ; Pièces pour deux violons
- Georg Philipp Telemann (allemand, 1681-1767) : Duos pour deux violons : 6 Sonates en duo TWV 40:118-123 (1738) ; 6 Sonates en duo TWV 40:124-129 (1752)
- Valentin Rathgeber, allemand, 1682-1750 ; 3 pièces pour deux violons
- Willem de Fesch, hollandais, 1687-1761 ; 12 Sonates pour deux violons Op. 12 (1748)
- Jacques Aubert, français, 1689-1753 ; Sonates pour deux violons Op. 24 (1738) ; Les Jolis Airs Op. 27 à Op. 29 (1745) ; Les Jolis Airs Op. 31 à Op. 33 (1750)
- Jean-Marie Leclair, français, 1697-1764 ; Sonates à deux violons sans basse : Sonates Op. 3 (1730) ; Sonates Op. 12 (1749)
- Johan Agrell, suédois, 1701-1765 ; 6 Sonates pour deux violons Op. 2 (1751)
- Jean-Pierre Guignon, français, 1702-1774 ; Duos pour deux violons : 6 duos Op. 2 ; 6 Duos Op. 3 ; 6 duos Op. 7 (1744)
- Carl Heinrich Graun, allemand, 1704-1759 ; Duos pour deux violons
- Michel Corrette, français, 1707-1795 ; 6 Duos pour deux violons Op. 23 (1739)
- Felice Giardini, italien, 1716-1796 ; Duos pour deux violons : 6 Duos Op. 2 (1751) ; 6 Duos Op. 13 (1767)
- Emanuele Barbella (en), italien, 1718-1777 ; Duos pour deux violons : 6 Duos Op. 1 (1771) ; 6 Duos Op. 2 (1773) ; 6 Duos Op. 3 (1774)
- Guillaume-Gommar Kennis (belge, 1720-1781) : 6 Duos pour deux violons Op. 12 (1785)
- José Herrando (en), espagnol, 1720-1763 ; 3 Duos nouveaux pour deux violons (1760)
- Pietro Nardini, italien, 1722-1793 ; 2 Sonates pour deux violons Op. 2 (1765)
- Antonio Lolli, italien, 1725-1802 ; 6 Sonates pour deux violons Op. 9 (1785)
- Simoni Dall Croubelis (en), danois, 1726-1790 ; 6 Duos pour deux violons
- Joseph-Barnabé Saint-Sevin dit L'Abbé le Fils, français, 1727-1803 ; Recueils d’airs avec des variations pour 2 violons : Op. 3 (1756) ; Op. 4 (1757) ; Op. 5 (1758)
- Pierre Gaviniès, français, 1728-1800 ; 6 Sonates à deux violons Op. 5 (1774)
- Giovanni Battist Noferi (italien, 1730-1782) : Duos pour deux violons : 6 Duos Op. 4 (1762) ; 3 Sonates Op. 14 (1773)
- Gaetano Pugnani, italien, 1731-1798, 6 Sonates pour deux violons Op. 4 (1770)
- Joseph Haydn, autrichien, 1732-1809 ; 6 Duos pour deux violons Op. 58
- Johann Christian Bach, allemand, 1735-1782 ; 4 Canzonette pour deux violons T 336
- Benvenuto Robbi San Rafaele (italien, 1735-1797) : 6 Duos pour deux violons Op. 70 (1770)
- Friedrich Schwindl (hollandais, 1737-1786) : Duos pour deux violons : 12 Duos Op. 3 (1766) ; 12 Duos faciles Op. 4 (1767)
- Pierre Vachon, français, 1738-1803 ; 6 Duos faciles pour deux violons Op. 5 (1775)
- Jean-Baptiste Vanhal, tchèque, 1739-1813 ; Duos pour deux violons : 6 Duos Op. 28 (1780) ; 6 Duos (1779)
- Francesco Guerini (en), italien, 1740-1770 ; Duos pour deux violons : 6 Duos Op. 4 (1760) ; 6 Sonates Op. 5 (1760) ; 6 Sonatines Op. 10 (1770)
- François-Hippolyte Barthélémon, français, 1741-1808 ; Duos pour deux violons : 6 Duos Op. 4 (1773) ; 2 Duettos Op. 8 (1778)
- Carlo Canobbio (it), italien, 1741-1822 ; 6 Duos pour deux violons Op. 1 (1770)
- Luigi Tomasini, italien, 1741-1808 ; 9 Duos Concertants pour deux violons (1802)
- Luigi Boccherini, italien, 1743-1805 ; Duos pour deux violons : 6 Duettos Op. 3 G56 à G61 (1761) ; 6 Duos G63 à G68
- Luigi Borghi (italien, 1745-1806) : Duos pour deux violons : 6 Divertimentos Op. 3 (1777) ; 3 Duos Op. 10 (1790)
- Carl Stamitz, allemand, 1745-1801 ; 6 Duos pour deux violons Op. 27 (1785)
- Maddalena Laura Sirmen, italienne, 1745-1818 ; Duo pour deux violons
- Giuseppe Maria Cambini, italien, 1746-1825 ; Duos pour deux violons : 6 Duos Op. 4 ; Duos de difficulté progressive Op. 47
- Ivan Mane Jarnowick, italien, 1747-1804 ; Duos pour deux violons : 6 Duos Op. 16 ; 6 Duos Op. 24
- William Shield, anglais, 1748-1829 ; Duos pour deux violons : 6 Duettos Op. 1 (1777) ; 6 Duos Op. 2 (1780)
- Niccolò Mestrino (de), italien, 1748-1789 ; Duos pour deux violons : 6 Duos Op. 2 ; 6 Duos Op. 4 ; 6 Duos Op. 7
- Bartolomeo Campagnoli, italien, 1751-1827 ; Duos pour deux violons : 3 Duos Op. 9 (1795) ; 6 Duos Op. 14 ; 3 Duos Op. 19
- Josephus Andreas Fodor, russe, 1751-1828 ; Duos pour deux violons : 6 Duos Op. 1 ; 6 Duos Op. 2 ; 6 Duos Op. 4 ; 3 Duos Op. 16 ; 6 Duos Op. 17 ; 6 Duos Op. 18 ; 6 Duos Op. 19 ; 6 Duos Op. 20 ; 6 Duos Op. 21
- Franz Anton Hoffmeister, allemand, 1754-1812 ; 3 Duos pour deux violons Op. 9
- Federigo Fiorillo, allemand, 1755-1823 ; 6 Duos concertants pour deux violons Op. 14
- Giovanni Battista Viotti, italien, 1755-1824 ; Duos pour deux violons ; 6 Duos Op. 1 WIV 1-6 (1789) ; 6 Duos Op. 2 WIV 7-12 (1790) ; 6 Duos WIV 13-18 (1796) ; 6 Duos Op. 5 WIV 19-24 (1798)
- Antoine Lacroix (français, 1756-1806) : Duos pour deux violons : 3 Duos Op. 15 ; 3 Duos Op. 16 ; 3 Duos Op. 18 ; 3 Duos Op. 20 (1800)
- Antonio Bartolomeo Bruni, italien, 1757-1821 ; 6 Duos pour deux violons Op. 34
- Ignace Joseph Pleyel, français, 1757-1831 ; Duos pour deux violons : 6 Duos B 507 à B 512 (1788) ; 6 Duos B 513 à B 518 (1789) ; 6 Duos B 519 à B 524 (1789)
- Alessandro Rolla, italien, 1757-1841 ; Duos pour deux violons
- Claus Nielsen Schall (en), danois, 1757-1835 ; 6 Duos concertants pour deux violons Op. 1
- Franz Krommer, tchèque, 1759-1831 ; Duos pour deux violons : Duos Op. 2 (1793) ; Duos Op. 6 (1796) ; Duos Op. 20 (1810) ; Duos Op. 22 (1800) ; Duos Op. 33 (1802) ; Duos Op. 35 (1805) ; Duos Op. 51 (1805) ; Duos Op. 94 (1816) ; Duos Op. 110 (1829)
- Jan Ladislav Dussek, tchèque, 1760-1812 ; 6 Duos faciles pour deux violons Op. 58 (1811)
- Joseph Pirlinger, autrichien, 1760- ? ; 18 Duos faciles pour deux violons
- Michel-Joseph Gebauer, français, 1763-1812 ; 12 Duos pour deux violons Op. 10 (1790)
- Bernardo Lorenziti (en), italien, 1764-1813 ; Duos pour deux violons : 6 Duos concertants (1794) ; 6 Duos de difficulté progressive (1797)
- Jean-Baptiste Cartier, français, 1765-1840 ; 3 Grands Duos pour deux violons Op. 14 (1800)
- Gottlieb Heinrich Köhler, allemand, 1765-1833 ; 3 Duos pour deux violons
- Rodolphe Kreutzer (français, 1766-1831) : Duos pour deux violons : 3 Duos Op. 11 (1800) ; 3 Duos Op. 3 (1809) ; 3 Duos Op. B (1820)
- Andreas Romberg, allemand, 1767-1821 ; Duos pour deux violons : 3 Duos Op. 4 ; 3 Duos Op. 18 ; 3 Duos Op. 56
- Louis-Julien Clarchies, français, 1769-1814 ; Duos pour deux violons
- Peter Hänsel (en), allemand, 1770-1831 ; Duos pour deux violons : Duos Op. 23 (1800) ; 3 Duos Op. 24 ; 3 Duos Op. 38
- Antoine Reicha, tchèque, 1770-1836 ; Duos pour deux violons : 3 Duos Op. 45 (1804) ; Duo Op. 53 (1805)
- Pierre Baillot, français, 1771-1842 ; Duos pour deux violons : 3 Duos Op. 8 (1804) ; 3 Duos Op. 16 (1811)
- Pierre Rode, français, 1774-1830 ; Duos pour deux violons : Duos Op. 1 ; Duos Op. 18 ; Duos Op. 22 ; Duos Op. 41
- Philippe Libon, espagnol, 1775-1838 ; Grand Duos concertants pour deux violons Op. 4
- André (Johann Anton), allemand, 1775-1842 ; 2 Grands Duos pour deux violons Op. 27 (1804)
- Felice Radicati (de), italien, 1775-1823 ; Duos et Variations pour deux violons Op. 1 à Op. 4 ; Op. 9 ; Op. 19
- Joseph Küffner, allemand, 1776–1856 ; Duos pour deux violons
- Joseph von Blumenthal (en), autrichien, 1782-1850 ; Duos pour deux violons Op. 42
- Jacques Féréol Mazas, français, 1782-1849 ; 9 Duos pour deux violons Op. 86
- Heinrich Praeger, hollandais, 1783-1854 ; Duos pour deux violons : 3 Duos Op. 16 ; 3 Duos Op. 25
- Carl Wilhelm Henning, allemand, 1784-1867 ; 3 Duos pour deux violons Op. 36 (1864)
- Ferdinand Ries, allemand, 1784-1838 ; 3 Duos concertants pour deux violons Op. 5
- Louis Spohr, allemand, 1784-1859 ; Duos pour deux violons : Duos Op.3 (1803) ; Duos Op. 9 (1807) ; Duos Op. 39 (1816)
- Pierre Crémont (français, 1784-1846) Duos pour deux violons : Duos Op. 10 ; Duos Op. 12
- Simon Sechter, autrichien, 1788-1867 ; Fuges et canons pour deux violons (1890)
- Ludwig Wilhelm Maurer (en), allemand, 1789–1878 ; 3 Duos pour deux violons Op. 61 (1820)
- Joseph Mayseder, autrichien, 1789-1863 ; 3 Duos concertants pour 2 violons Op. 30, Op. 31, Op. 32
- Wilhelm Speier, allemand, 1790-1878 ; Duo pour deux violons Op. 73 (1864)
- Герке, Август Григорьевич (ru) (August Gerke), russe, 1790-1847 ; Duos pour deux violons : Duos Op. 1 ; Duos Op. 7
- Heinrich Joseph Wassermann (de), allemand, 1791-1838 ; Duos pour deux violons Op. 20
- Moritz Hauptmann, allemand, 1792-1868 ; Duos pour deux violons : 2 Duos Concertants Op. 2 ; 3 Duos Op. 16 (1847) ; 3 Grands Duos Op. 17 (1848)
- Ferdinand Schubert, autrichien, 1794-1859 ; 50 Duos faciles pour deux violons (1871)
- Leopold Jansa, autrichien, 1795-1875 ; 6 Duos pour deux violons Op. 16
- Franz Berwald, suédois, 1796-1868 ; Duo concertant pour deux violons (1817)
- Thomas Täglichsbeck (en), allemand, 1799-1867 ; 3 Duos pour deux violons Op. 11
- Georg Hellmesberger I, autrichien, 1800-1873 ; Duos pour deux violons Op. 4 (1849)
- Frédéric Barnbeck, allemand, 1801-? ; Duos pour deux violons no 1 (1842)
- Johannes Wenzeslaus Kalliwoda, tchèque, 1801-1866 ; 3 Duos pour deux violons Op. 181
- Charles-Auguste de Bériot, belge, 1802-1870 ; Duos pour deux violons : 12 Duos élémentaires Op. 87 ; 6 Duos caractéristiques Op. 113
- Lambert Joseph Meerts (ca), belge, 1802-1863 ; 4 Sonatines pour deux violons
- Wilhelm Bernhard Molique, allemand, 1802-1869 ; 3 Duos pour deux violons Op. 2 (1824)
- Hubert Ries (en), allemand, 1802-1886 ; Duos pour deux violons : 3 Duos Op. 5 ; 3 Duos Op. 8 ; 3 Duos Op. 17
- Georg Wichtl, allemand, 1805-1877 ; 3 Duos pour deux violons Op. 62
- Léon de Saint-Lubin, italien, 1805-1850 ; 3 Duos concertants pour deux violons (1844)
- Eugenio Cavallini, italien, 1806-1881 ; Duos Concertant pour deux violons Livre 1
- Heinrich Panofka (de), allemand, 1807-1887 ; Pièces pour deux violons
- Ferdinand David, allemand, 1810-1873 ; Duos pour deux violons Op. 44
- Christian Heinrich Hohmann (de), allemand, 1811-1861 ; Pièces pour deux violons (1849)
- Joseph Massart, belge, 1811-1892 ; Duos pour deux violons
- Wilhelm Volckmar (de), allemand, 1812-1887 ; Pièces pour deux violons Op. 2
- Heinrich Wilhelm Ernst, tchèque, 1814-1865 ; 3 Rondinos pour deux violons Op. 5
- Jakob Dont, autrichien, 1815–1888 ; Duos pour deux violons : Duos faciles Op. 28 (1883) ; Duos Op. 43 (1881)
- Delphin Alard, français, 1815-1888 ; Duos pour deux violons : 4 Duos Op. 22 ; 4 Duos Op. 23 ; 3 Duos brillants Op. 27
- Heinrich Ernst Kayser, allemand, 1815-1888 ; Duos pour deux violons Op. 52
- François Prume, belge, 1816-1849 ; Duo concertant pour deux violons Op. 18
- Charles Dancla, français, 1817-1907 ; Duos pour deux violons Op. 108
- Hubert Léonard, belge, 1819-1890 ; 24 Études harmoniques pour deux violons Op. 46
- Cornelius Gurlitt, allemand, 1820-1901; 3 Duos progressifs pour deux violons Op. 150 (1911)
- Julius Eichberg (en), allemand, 1824–1893 ; Duos pour deux violons
- Ludvig Norman, suédois, 1831-1885 ; Suite pour deux violons Op. 26 (1865)
- Felix Draeseke, allemand, 1835-1913 ; Duos pour deux violons : Suite Op. 86 (1909) ; Suite Op. 87 (1912)
- Henryk Wieniawski, polonais, 1835-1880 ; Etudes-Caprices pour deux violons Op. 18 (1863)
- John Tiplady Carrodus, anglais, 1836-1895 ; Duos pour deux violons
- Jesús de Monasterio, espagnol, 1836-1903 ; 20 Etudes de concert pour deux violons
- Henry Holmes (composer) (en), anglais, 1839–1905 ; 2 Grands Duos concertants pour deux violons Op. 9 (1858)
- Hermann Schröder, allemand, 1843-1909 ; 5 Duos faciles pour deux violons Op. 25 (1898)
- Richard Hofmann (composer) (en), allemand, 1844-1918 ; 14 Pièces pour deux violons Op. 114
- Robert Fuchs, autrichien, 1847-1927 ; 20 Duos pour deux violons Op. 55 (1908)
- Hans Sitt, tchèque, 1850-1922 ; Duos pour deux violons
- Émile Sauret, français, 1852–1920 ; Adagio et rondo pour deux violons
- Eugène Ysaÿe, belge, 1858-1931 ; Sonate pour deux violons (1915)
- Bloch József (hu), hongrois, 1862-1922 ; Duos faciles pour deux violons Op. 33 (1905)
- Emánuel Moór, hongrois, 1863-1931 ; Suite pour deux violons (1922)
- Percy Sherwood, anglais, 1866-1939 ; Suite pour deux violons Op. 23 (1913)
- Tor Aulin, suédois, 1866-1914 ; Etudes pour deux violons Op. 34
- Max Reger, allemand, 1873-1916 ; 3 Duos (canons et fugues) pour deux violons Op. 131b (1914)
- Reinhold Glière, russe, 1874-1956 ; 12 Duos pour 2 violons Op. 49 (1911)
- William Henley (violinist) (en), anglais, 1874-1957 ; 12 Duos faciles pour deux violons Op. 8 (1893)
- Adam Carse (en), anglais, 1878-1958 ; Duos faciles pour deux violons
- Arthur Willner (en), tchèque, 1881-1959 ; 2 sonates pour deux violons Op. 23 (1920)
- Béla Bartók, hongrois, 1881-1945 ; 44 Duos pour deux violons BB 104 (1931)
- Sergueï Prokofiev, russe, 1891-1953 ; Sonate pour deux violons op. 56 (1932)
- Arthur Honegger, français, 1892-1955 ; Sonatine pour deux violons (1920)
- Darius Milhaud, français, 1892-1974 ; duos pour deux violons : Sonatine op. 221 (1940) ; Duo op. 258 (1945)

### Formation violon / alto
- Giardini (Felice), italien, 1716-1796 ; 6 Duos pour violon et alto Op. 26 (1784)
- Haydn (Joseph), autrichien, 1732-1809 ; 6 Duos pour violon et alto Hob. VI:1 à VI:6 (1773)
- Pichel (Václav), tchèque, 1741-1805 ; Duos pour violon et alto : 6 Duos Op. 10 (1786) ; 6 Duos Op. 18 (1793)
- François-Hippolyte Barthélémon, français, 1741-1808 ; 2 Duettos pour violon et alto Op. 8 (1778)
- Le Duc (Simon), français, 1742-1777 ; 6 Sonates pour violon et alto Op. 1 (1767)
- Luigi Borghi, Borghi (Luigi), italien, 1745-1806 ; 6 Duos pour violon et alto Op. 5 (1786)
- Stamitz (Carl), allemand, 1745-1801 ; Duos pour violon et alto : 6 Duos Op. 10 (1773) ; 3 Duos Op. 12 (1777) ; 6 Duos Op. 19 (1778) ; 6 Duos Op. 34 (1785) ; 6 Duos Op. 23 (1786) ; 6 Duos Op. 15 (1778) ; 3 Duos Op. 17 (1778)
- Cambini (Giuseppe Maria), italien, 1746-1825 ; 6 Duos pour violon et alto Op. 14
- Bréval (Jean-Baptiste), français, 1753-1823 ; Duos pour violon et alto : 6 Duos Op. 15 (1784) ; 6 Duos Op. 19 (1785)
- Hoffmeister (Fran Anton), allemand, 1754-1812 ; Duos pour violon et alto : 3 Duos Op. 7 ; 6 Duos Op. 13
- Fiorillo (Federigo), allemand, 1755-1823 ; 6 Sonates pour violon et alto Op. 15
- Mozart (Wolfgang Amadeus), autrichien, 1756-1791 ; Duos pour violon et alto : Duo K. 423 (1783) ; Duo K. 424 (1783)
- Pleyel (Ignace Joseph), français, 1757-1831 ; Duos pour violon et alto : 3 Duos B. 526-528 (1795) ; 3 Duos B. 529-531 (1796) ; 6 Duos B. 544-549 (1812)
- Bruni (Antonio), italien, 1757-1821 ; Duos pour violon et alto : Op. 4 ; Op. 25
- Alessandro Rolla, italien, 1757-1841 ; Duos pour violon et alto
- Krommer (Franz), tchèque, 1759-1831 ; 3 Sonates pour violon et piano : Op. 27 ; Op. 42 (1802) ; Op. 45
- Franz Christoph Neubauer, tchèque, 1760-1795 ; Duos pour violon et alto : 4 Duos Op. 5 (1792) ; 6 Duos Op. 13 (1797) ; 3 Duos Op. 10 (1803) ; 3 Duos Op. 12 (1804)
- Ragué (Louis-Charles), français, 1760-1793 ; 6 Duos dialogués pour violon et alto Op. 11 (1787)
- Khym (Charles), autrichien, 1770-1819 ; Variations pour violon et alto Op. 10 (1800)
- Joseph von Blumenthal (en), autrichien, 1782-1850 ; Duos Op. 81 pour violon et alto (1839)
- Spohr (Louis), allemand, 1784-1859 ; Duo pour violon et alto Op. 13 (1807)
- Fuchs (Robert), autrichien, 1847-1927 ; Duos Op. 60 pour violon et alto
- Klengel (Paul), allemand, 1854-1935 ; Sérénade Op. 45 pour violon et alto (1911)
- Halvorsen (Johan August), norvégien, 1864-1935 ; Passacaille pour violon et alto (1894)
- Koechlin (Charles), français, 1867-1950 ; Idylle op. 155bis pour violon et alto (1936)
- Milhaud (Darius), français, 1892-1974 ; Sonatine pour violon et alto op. 226 (1941)

### Formation violon / violoncelle
- Torelli (Giuseppe), italien, 1658-1709 ; 12 Concertino per camera, Op. 4 (1688)
- Tessarini (Carlo), italien, 1690-1766 ; Allettamenti da Camera Op. 3 (1740) ; 6 Sonates pour violon Op. 6 (1744)
- Tartini (Giuseppe), italien, 1692-1770 ; Caprices (1743)
- Giardini (Felice), italien, 1716-1796 ; 6 Duos pour violon et violoncelle Op. 14 (1769)
- Niel Gow (en), écossais, 1727–1807 ; Strathspey Reels (1784); Dance Music of Scotland (1799)
- Cupis (François), belge, 1732-1808 ; 3 Duos pour violoncelle Op. 5 (1775)
- Fils (Anton), allemand, 1733-1760 ; 3 Sonates pour violoncelle Op. 5 (1763)
- François-Hippolyte Barthélémon, français, 1741-1808 ; 2 Duettos pour violon et violoncelle Op. 18 (1778)
- Jarnowick (Ivan Mare), croate, 1747-1804 ; Duos pour violon et violoncelle : Airs Variés (1782) ; Duo en Ré majeur (1786)
- Cervetto (James), italien, 1747-1837 ; 6 Duos Op. 5 (1795) ; 3 Duos pour violoncelle Op. 6 (1795)
- Franz Lamotte (de), belge, 1751-1780 ; 6 Airs avec variations (1783) ; Sonate pour violon en Si bémol majeur (1782)
- Fodor (Josephus), hollandais, 1751-1828 ; 6 Airs variés pour violon et violoncelle (1776)
- Reicha (Joseph), tchèque, 1752-1795 ; 6 Duos concertants pour violon et violoncelle Op. 1 (1796)
- Bréval (Jean-Baptiste), français, 1753-1823 ; 6 Airs variés for violon et violoncelle Op. 9 (1782) ; 6 Sonates pour violoncelle Op. 12
- Pleyel (Ignace Joseph), français, 1757-1831 ; Duos pour violon et violoncelle : 6 Duos B 501 à B 506 (1788) ; 3 Duos B 526 à B 528 (1795)
- Alessandro Rolla, italien, 1757-1841 ; 3 Duos pour violon et violoncelle BI 242, 243, 244 (1819)
- Romberg (Andreas), allemand, 1767-1821 ; 8 Duos pour violon et violoncelle
- Mackintosh (Abraham), écossais, 1769-1807 ; Strathspeys, Reels (1800)
- Bohrer (Antoine), suisse, 1783-1852 ; Duos pour violon et violoncelle : Duo concertant No.1 (1820) ; Duo concertant No.2 (1820) ; Duo concertant sur des Airs Montagnards Suisses (1810)
- Friedrich August Kummer, allemand, 1797-1879 ; Duos pour violon et violoncelle : 3 Duos Op. 15 ; 2 Duos concertants Op. 67 (1834)
- Lee (Sébastien), allemand, 1805-1887 ; 3 Duos faciles Op. 124 (1886) ; 3 Duos Op. 125 (1886)
- Godard (Benjamin), français, 1849-1895 ; Aubade pour violon et violoncelle Op. 133 (1874)
- Moór (Emánuel), hongrois, 1863-1931 ; Suite pour violon et violoncelle Op. 109 (1910)
- Glière (Reinhold), russe, 1874-1956 ; 8 Pièces pour violon et violoncelle Op. 39 (1909)
- Kodály (Zoltan), hongrois, 1882-1967 ; Duo pour violon et violoncelle Op.7 (1914)
- Ravel (Maurice), français, 1875-1937 ; Sonate pour violon et violoncelle (1922)
- Villa-Lobos (Heitor), brésilien, 1887-1959 ; 2 Chôros bis W 227 (1928)
- Honegger (Arthur), suisse, 1892-1955 ; Sonatine pour violon et violoncelle (1932)
- Milhaud (Darius), français, 1892-1974 ; Sonatine pour violon et violoncelle op. 324 (1953)
- Eisler (Hanns), autrichien, 1898-1962 ; Duo pour violon et violoncelle op. 7 (1924)
- Kirchner (Léon), américain, 1919-2009 ; 2 Duos pour violon et violoncelle (1988)
- Harrington (Jeffrey Michael), américain, né en 1955 ; 3 Composizioni di cento note (2006) ; 2 Swords Crossed
- Sergei Zagny (de), russe, né en 1960 ; 4 Canons (1981) ; Sergei Zagny (de)
- Roman Turovsky-Savchuk (en), américain, né en 1961 ; De Temporum Fine Postludio (2014)
- Plante (Cyril), français, né en 1975 ; Suite No.1 pour violon et violoncelle Op. 32 (1999) ; Suite No.2 pour violon et violoncelle Op. 140 (2009)

### Formation alto / violoncelle
- Václav Pichl, tchèque, 1741-1805 ; 3 Duos pour alto et violoncelle Op. 14 (1789)
- Ignace Joseph Pleyel, français, 1757-1831 ; Duo pour alto et violoncelle B 525 (1792)
- Ludwig van Beethoven, allemand, 1770-1827 ; Duo « Pour deux lunettes obligées » pour alto et violoncelle WoO32 (1797)
- Darius Milhaud, français, 1892-1974 ; Sonatine pour alto et violoncelle op. 378 (1959)
- Walter Piston, américain, 1894-1976 ; Duo pour alto et violoncelle (1949)
- Thea Musgrave, écossaise, née en 1928 ; Elégie pour alto et violoncelle (1970)

### Formation avec deux violoncelles
- Luigi Boccherini, italien, 1743-1805 ; Sonates pour deux violoncelles : Sonate G 74 ; sonate G 75 (1797)
- Giovanni Battista Viotti, italien, 1755-1824 ; 6 Duos concertants pour deux violoncelles WIV 37 à WIV 42 (1799)
- Bernardo Lorenziti (en), italien, 1764-1813 ; 6 Duos concertants (1807)
- Jacques Offenbach, français, 1819-1880 ; École du violoncelle Op. 19 à Op. 21 (1846) ; 3 Grands Duos concertants Op. 43 ; Cours méthodique de duos pour violoncelle Op. 49 à Op. 54 (1847)
- Emánuel Moór, hongrois, 1863-1931 ; Suite pour deux violoncelles Op. 110
- Reinhold Glière, russe, 1874-1956 ; 10 Duos pour deux violoncelles Op. 53 (1911)

### Formation violon / contrebasse
- Niels Viggo Bentzon (danois, 1919-2000) : Duo concertant pour violon et contrebasse Op. 531 (1989)

### Formation avec deux altos
- Nicolas Bacri, français, né en 1961 ; Deux Duos pour 2 altos Op. 6 no 1 (1982) et Op. 6 no 2 (1987-1994)